# Pietro Pompeo Sales
Pietro Pompeo Sales (* 1729 in Brescia; † 21. November 1797 in Hanau; auch Pietro Pompeo Salis) war ein italienischer Komponist.

## Leben und Werk
Pietro Pompeo Sales war Schüler von Padre Martini. 1760 wurde er Kapellmeister in Augsburg. Von 1766 bis 1769 stand er in Diensten des Bischofs von Stuttgart. Ab 1770 war er Kurfürstlich Trierscher Kapellmeister und Hofkammerrat in Koblenz. Von dort floh er 1797 vor der französischen Invasion nach Hanau. Dort starb er bald nach seiner Ankunft. Als Gambenvirtuose gab Sales Konzerte in England.

## Werke

### Opern
- Massinissa, oder Die obsiegende Treu (dramma gesuita, 1752, Innsbruck)
- Le cinesi (componimento drammatico, Libretto: Pietro Metastasio, 1757, Augsburg)
- L’isola disabitata (azione teatrale, Libretto: Pietro Metastasio, 1758, Augsburg)
- Le nozze di Amore e di Norizia (opera seria, Libretto: Giunti, 1765, Teatro Cuvilliés di München)
- Antigona in Tebe (opera seria, 1767, Padova)
- L’Antigono (opera seria, Libretto: Pietro Metastasio, 1769, München)
- Achille in Sciro (opera seria, Libretto: Pietro Metastasio e A. Savioli, 1774, München)
- Il re pastore (opera seria, Libretto: Pietro Metastasio)

### Oratorien
- Oratorio per la festa del Santo Natale (Libretto: Pietro Metastasio, 1756, Augsburg)
- Die Leiden unseres Herrn Jesu Christ (Augsburg)
- Giefte (Libretto: Mattia Verazi, 1762, Mannheim)
- La Passione di Gesù Christo (Libretto: Pietro Metastasio, 1772, Ehrenbreitstein)
- Heu quid egisti (1774, München)
- Isacco figura del redentore (Libretto: Pietro Metastasio, 1778, Ehrenbreitstein)
- Giuseppe riconosciuto (Libretto: Pietro Metastasio, 1780, Ehrenbreitstein)
- Gioàs, re di Giudia (Libretto: Pietro Metastasio, 1781)
- La Betulia liberata (Libretto: Pietro Metastasio, 1783, Ehrenbreitstein)
- Affectus amantis (1784, Ehrenbreitstein)
- Sant’Elena al Calvario (Libretto: Pietro Metastasio, 1790, Ehrenbreitstein)

### Geistliche Musik
- Missa solemnis C-Dur
- Messe C-Dur
- Messe F- und D-Dur (Kyrie und Gloria)
- Missa solemnis D-Dur
- zwei Litaniae lauretanae
- Currite accedite (Offertorium)
- Ecce panis angelorum (Offertorium)
- Ave maris stella
- Mi deus ego amo te
- Salutis humani
- Tantum ergo
- Salve regina

### Instrumentalmusik
- fünf Sinfonien (D-Dur, D-Dur, F-Dur, G-Dur, G-Dur)
- Serenata
- Konzert für Flöte D-Dur
- drei Konzerte für Cembalo (C-Dur, F-Dur, G-Dur)
- Konzert für zwei Cembali G-Dur
- Partita (zweifelhaft, auch Christian Cannabich zugeschrieben)
- Sonate für Cembalo
- Trio G-Dur für Cembalo, Violine und Violoncello
- Notturno für zwei Violinen und Violoncello